# Henry Edward Helseth
Pour les articles homonymes, voir Helseth.
Henry Edward Helseth, né le 10 janvier 1911 dans le Minnesota où il est décédé le 25 septembre 1983, est un écrivain de romans policiers américain.

## Biographie
Fils d'immigrants norvégiens, il suit une scolarité agitée et quitte l'école à l'âge de treize ans. Il parcourt les États-Unis et le Canada et exerce de nombreux métiers pour vivre : trimardeur, vendeur, manœuvre, enquêteur politique, reporter criminel ... Durant la Seconde Guerre mondiale, il travaille comme marin dans la marine marchande puis, vers la fin des années 1940, devient un éphémère scénariste à Hollywood à la suite de la réalisation du film La Proie qui est l'adaptation de son troisième roman intitulé The Chair for Martin Rome.
C'est cet unique roman qui est traduit en français sous le titre Un aller simple en 1950 au sein de la collection Série noire. Il est qualifié par Jean-Pierre Melville de « modèle du genre », « très, très grande littérature » et de « grand chef d’œuvre ».
Hellseth signe en 1950 deux scénarios de films : Outside the Wall et State Penitentiary. Il continue d'écrire et publie par la suite deux novélisations de séries télévisées.
En 1971, José Giovanni réalise le film Un aller simple qui est la seconde adaptation de The Chair for Martin Rome.

## Œuvre
- The Yellow Angels, 1940
- The Devil’s Behind You, 1942
- The Chair for Martin Rome, 1947
  - Un aller simple, Série noire no 65, 1950, traduit par Jean Rosenthal et Minnie Danzas
- The Brothers Brannigan, 1961
- This Man Dawson, 1962

## Filmographie

### Comme scénariste
- 1950 : Outside the Wall, réalisé par Crane Wilbur
- 1950 : State Penitentiary, réalisé par Lew Landers

### Comme auteur adapté
- 1948 : La Proie, adaptation de The Chair for Martin Rome par Ben Hecht et Richard Murphy, réalisé par Robert Siodmak
- 1971 : Un aller simple, adaptation de The Chair for Martin Rome, réalisé par José Giovanni